# Corporativismo

Escudos gremiales usados en la Alemania medieval. Cada uno muestra algún distintivo relativo a su profesión.

El corporativismo es una doctrina política, económica y social surgida en Europa a mediados del siglo XIX como alternativa al liberalismo y al socialismo (ha sido calificado por ello como el tercer «-ismo») que proponía un modo de producción capitalista de tipo corporativo, ya que apostaba por la creación de corporaciones, inspiradas en los gremios de las sociedades preindustriales, en las que se encuadrarían empresarios y trabajadores para alcanzar la «armonía social» (en contraposición a la «lucha de clases» del marxismo). «El corporativismo perseguía la puesta en marcha de nuevos mecanismos de regulación de las relaciones laborales que eliminasen los componentes de incertidumbre y conflicto inherentes al modelo liberal, pero dejaba intactas el núcleo central de las relaciones sociales capitalistas, en particular el derecho de propiedad y la subordinación del factor trabajo al capital».
Su formulación inicial fue obra de pensadores antiliberales y tuvo su primer impulsor en la Iglesia católica, lo que dio nacimiento al catolicismo social basado en la llamada doctrina social de la Iglesia. El corporativismo vivió su máximo auge en el periodo de entreguerras en que al corporativismo católico se sumó el «corporativismo autoritario», cuyo modelo fue el corporativismo fascista de la Italia de Mussolini (y las ideas gremialistas de Émile Durkheim) y que fue aplicado por varios países europeos no democráticos, como Portugal, Austria, Alemania o España (la Organización Corporativa Nacional de la Dictadura de Primo de Rivera y la posterior Organización Sindical de la Dictadura de Franco). Surge entonces el Estado corporativo caracterizado por la «supresión de la libertad sindical, la intervención del Estado en una gran parte de los asuntos económicos y sociales, un régimen autoritario de signo tecnocrático (“social” según su terminología), y todo ello sin afectar a las divisiones sociales existentes».
Después de la Segunda Guerra Mundial el corporativismo quedó completamente desprestigiado al asociarse con los fascismos derrotados y el término adquirió un carácter peyorativo, para referirse a la defensa de intereses particulares que no tenían en cuenta si perjudicaban o no al conjunto de la sociedad (en su tercera acepción la RAE define así el corporativismo: «En un grupo o sector profesional, actitud de defensa a ultranza de la solidaridad interna y los intereses de sus miembros»). El uso neutral o positivo del término quedó limitado a las ciencias sociales e incluso en español se prefirió usar a veces en su lugar el término «corporatismo» (más cercano al corporatism inglés o al corporatisme francés).
El corporativismo suele asociarse a visiones políticas promotoras de un «bien común» predeterminado en rechazo del libre mercado,[cita requerida] como pueden serlo el conservadurismo, el fascismo, el nacionalismo o el integrismo.

## Historia

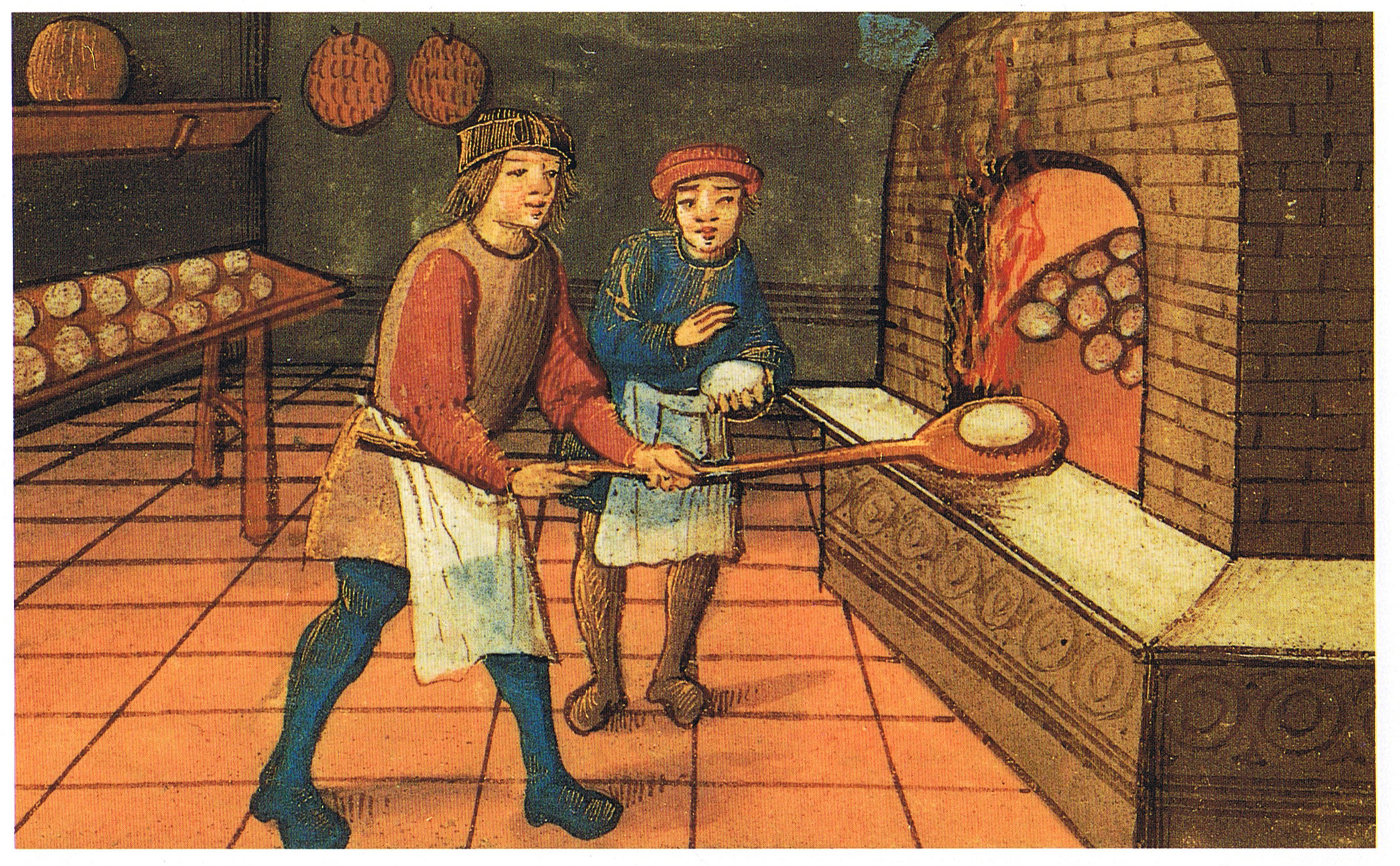
Miniatura medieval de un panadero y su aprendiz trabajando en el horno. La idealización de los gremios medievales está en el origen del corporativismo surgido en el.

Los gremios y las corporaciones del Antiguo Régimen fueron suprimidos por la Asamblea Nacional Constituyente de la Revolución Francesa mediante el decreto Allarde (también conocido como «Ley Allarde») de 2 de marzo de 1791, que establecía la libertad de empresa, y por la Ley Le Chapelier de 14 de junio del mismo año, que instauraba la libertad de trabajo. Respondían a la tesis sostenida por el recién nacido liberalismo económico (Adam Smith había publicado en 1776 su Ensayo sobre la naturaleza y las causas de la riqueza de las naciones) de que estas instituciones de origen medieval eran un obstáculo para el desarrollo económico en cuanto que impedían la libre competencia en el mercado. El exnoble Pierre d’Allarde, promotor del decreto que lleva su nombre, dijo: «El alma del comercio es la industria [la actividad productiva], el alma de la industria es la libertad». En la Ley Le Chapelier se prohibía a los ciudadanos de una misma profesión o condición «adoptar decisiones o deliberaciones, redactar reglamentos acerca de sus pretendidos intereses comunes». El resto de Estados de la Europa continental siguieron los pasos de Francia durante las primeras décadas del siglo XIX (en España los gremios fueron suprimidos por un decreto de las Cortes de Cádiz de 1813 que establecía la libertad de industria; abolido en 1815, el decreto fue puesto de nuevo en vigor en 1836).

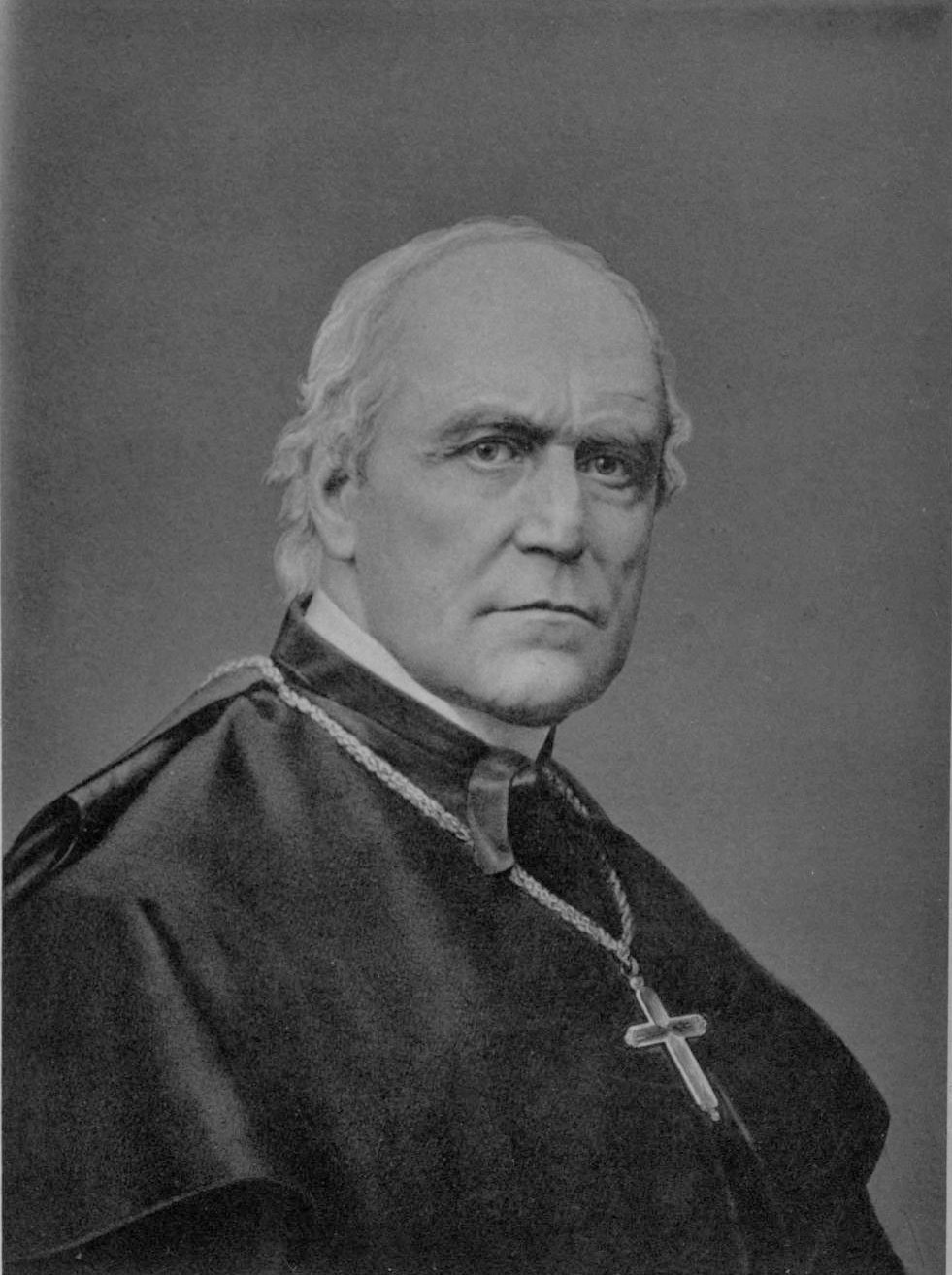
El obispo alemán Wilhelm Emmanuel Freiherr von Ketteler, autor de Arbeitsfrage und das Christentum ('Cuestión laboral y cristianismo'), fue uno de los impulsores iniciales del corporativismo católico.

A partir de mediados del siglo XIX diversos pensadores católicos como E. Jörg, Burghard Freiherr von Schorlemer-Alst, Wilhelm Emmanuel Freiherr von Ketteler (autor de Arbeitsfrage und das Christentum —'Cuestión laboral y cristianismo'—), K. Vogelsang (fundador de la revista Monatschrift für christliche Sozialreform —'Mensual para la reforma social cristiana'—), Gaspard Mermillod y Leon Pierre Harmel (Manual de la corporación cristiana, 1879) comienzan a propugnar el restablecimiento de las corporaciones, renovadas, para hacer frente a los crecientes problemas sociales derivados del impacto de la Revolución Industrial. Entre ciertos sectores de la izquierda también se manifestó «la nostalgia por las antiguas corporaciones y gremios», como en el caso de Proudhon o de Lasalle. Durkheim se proclamará socialista al mismo tiempo que corporativista. «A medida que el liberalismo fue imponiendo el principio de libertad de trabajo, sus oponentes se embarcaron en la defensa de un retorno a los gremios de la época preindustrial, conocidos en muchos casos como “corporaciones”. El corporativismo suponía, por tanto, una impugnación de la idea de mercado libre de trabajo y del proceso de desregulación a que el liberalismo venía sometiendo a las relaciones laborales desde el inicio de siglo. Frente a ello, oponía una visión idealizada de la organización laboral anterior a las revoluciones, la cual concebía como un sistema aconflictivo que garantizaba la armonía social».
Entre finales del siglo XIX y comienzos del siglo XX la ideología corporativista abandonará la evocación nostálgica del pasado para elaborar una propuesta de institucionalización de las relaciones laborales que consistía en «un esquema organizativo en dos niveles. El primero estaría conformado por los sindicatos de trabajadores y las asociaciones patronales, mientras que en el segundo se encontraría la “corporación”. En ella se reunirían los representantes de los sindicatos y las asociaciones patronales, con la finalidad de elaborar el contrato de trabajo, no en función de la ley de la oferta y la demanda, ni como resultado de presiones de las partes —huelga o cierre patronal—, sino sobre la base de criterios de interés social y nacional. Este nuevo corporativismo encontró eco en dos corrientes antiliberales muy concretas: el catolicismo social y el nacionalismo. En ambos casos su objetivo fundamental era frenar la penetración de la ideología socialista.

### El corporativismo católico
En 1878 el papa León XIII hacía pública la encíclica Quod apostolici muneris en la que defendía que era «oportuno favorecer las sociedades artesanas y obreras que puestas bajo la tutela de la Religión acostumbren a todos sus socios a permanecer contentos de su suerte y soportar con mérito la fatiga y a llevar siempre una vida quieta y tranquila». Seis años después nace la Unión de Friburgo que reúne a todas las tendencias del pensamiento social-católico de Alemania y que apuesta por «el régimen corporativo como medio neutralizador de antagonismo sociales». Allí se definió el corporativismo como un «sistema de organización social que tiene como su base la agrupación de hombres, de acuerdo a la comunidad de intereses naturales y funciones sociales, y como órganos verdaderos y adecuados del Estado dirigen y coordinan el trabajo y el capital en los asuntos de interés común».
El 15 de mayo de 1891 León XIII promulgó la encíclica Rerum novarum. Era una respuesta al liberalismo económico pero sobre todo a la doctrina socialista de que «una clase social sea espontáneamente enemiga de otra» propugnando en su lugar que las clases sociales «concuerden armónicamente y se ajusten entre sí» para lograr el equilibrio social. Así, la encíclica propugnaba la recuperación de las «corporaciones de artes y oficios», convenientemente adaptadas a la nueva situación. Su finalidad sería alcanzar unas relaciones «armónicas», de «cooperación», entre patronos y obreros, todo ello sin olvidar el culto colectivo a Dios en el trabajo. En la encíclica se decía que «a la solución de la cuestión obrera pueden contribuir mucho los capitalistas y los obreros mismos, con instituciones ordenadas para ofrecer oportunos auxilios a las necesidades y para acercar y unir a las dos clases entre sí». «Vemos con placer formarse por doquier tales asociaciones mixtas de obreros y patrones», decía León XIII. En la encíclica también se decía:

Puesto el fundamento de las leyes sociales en la religión, el camino queda expedito para establecer las mutuas relaciones entre los asociados, para llegar a sociedades pacíficas y a un floreciente bienestar. Los cargos en las asociaciones se otorgarán en conformidad con los intereses comunes, de tal modo que la disparidad de criterios no reste unanimidad a las resoluciones. Interesa mucho para este fin distribuir las cargas con prudencia y determinarlas con claridad para no quebrantar derechos de nadie. Lo común debe administrarse con toda integridad, de modo que la cuantía del socorro esté determinada por la necesidad de cada uno; que los derechos y deberes de los patronos se conjuguen armónicamente con los derechos y deberes de los obreros.

Con la Rerum novarum nació el corporativismo católico («reflejo humano e institucional del "orden divino", y fórmula magistral para humanizar y armonizar la nueva sociedad industrial»), también denominado «corporativismo tradicional». Aunque la encíclica «no abordaba explícitamente la cuestión del ordenamiento corporativo», «sí exponía los postulados que constituían su sustrato ideológico, particularmente una concepción organicista de la sociedad de donde se derivaba la idea de que patronos y trabajadores desarrollaban funciones complementarias, iguales en dignidad pero diferentes en naturaleza, lo que hacía necesario armonizarlos en aras del buen orden social». En España el pionero fue el sacerdote jesuita Antonio Vicent, quien en Socialismo y anarquismo (1893) definió la corporación gremial como «una asociación compuesta de personas de un mismo oficio (patronos y obreros)» que se proponen la defensa de los intereses «y el honor profesional y el bienestar moral y material de los individuos».
En 1931 el papa Pío XI publicó la encíclica Quadragesimo anno cuyas ideas principales coincidían con las expuestas por León XIII cuarenta años antes. En ella se proponía de nuevo la colaboración entre las clases sociales, como medio de superación de la «lucha de clases» propugnada por los «marxistas», por medio de la constitución de corporaciones en las que participarán armoniosamente tanto obreros como patronos de cada rama de producción. «La política social tiene que dedicarse a reconstituir las corporaciones», se decía en la encíclica. Como alternativa al liberalismo y al socialismo, Pío XI propugnaba que las corporaciones, sancionadas por la «ley natural» como «cuerpos sociales» intermedios, debían encontrar un lugar destacado en el ordenamiento jurídico-político de las naciones. Para ello postulaba una moralización de la vida económica (cristianización) por medio de la conciliación de los intereses de trabajadores y patronos, de trabajo y capital desde la máxima de «unión y colaboración». «Un camino intermedio» donde era necesario «que se conozcan y se lleven a la práctica los principios de la recta razón o de la filosofía social cristiana sobre el capital y el trabajo y su mutua coordinación», y donde «las relaciones mutuas entre ambos deben ser reguladas conforme a las leyes de la más estricta justicia, llamada conmutativa, con la ayuda de la caridad cristiana».
El corporativismo católico no concedía un papel importante al Estado en la aplicación de sus postulados, lo que era coherente con su concepción orgánica de la sociedad compuesta por entidades «naturales». Los católicos defendían un «corporativismo societario», «que confiaba en la capacidad de la sociedad para autorregularse, sin necesidad de un omnipresente control por parte del aparato estatal». Esta concepción orgánica de la sociedad en la que «los distintos grupos de intereses se constituyen en un determinado número de categoría obligatorias, estructuradas de forma jerárquica y manteniendo entre sí una relación de interdependencia» era compartida en líneas generales por todas las teorías corporativistas. En respuesta al incremento de corporativismo católico, en los años 1890 creció el corporativismo protestante, especialmente, en Alemania, los Países Bajos y Escandinavia, pero tuvo mucho menos éxito.

### El periodo de entreguerras: el «corporativismo autoritario»
En el periodo de entreguerras fue cuando comenzaron a aplicarse las ideas corporativistas y en seguida se comprendió que eso no sería posible sin la intervención del Estado. «Mientras el corporativismo había sido una ideología abstracta que alimentaba movimientos de oposición al orden establecido, la idea de una sociedad autoorganizándose había conservado su fuerza, pero ahora llegaba el momento de las realizaciones prácticas y se imponía la realidad de que solo a través de un Estado autoritario era posible llegar al orden corporativo». Así pues, «los sistemas corporativos se sustentaron en regímenes autoritarios mucho más que en la bondad o el éxito de su funcionamiento». Y en este caso «la legitimidad del Estado vendría determinada por su capacidad para fomentar y extender el bienestar económico y el orden moral de la sociedad». El «Estado corporativo» venía a sustituir al Estado democrático, «demasiado permisivo con las organizaciones políticas y sindicales de la izquierda».
Sin embargo, la primera formulación del que será conocido como «corporativismo autoritario» fue un poco anterior, meses antes de que comenzara la Primera Guerra Mundial. En su congreso de Milán la Asociación Nacionalista Italiana (ANI) aprobó las propuestas del jurista Alfredo Rocco, que defendía que el corporativismo debía servir para fortalecer al Estado. En este sentido Rocco está considerado como el padre del Estado corporativo autoritario, que «consistía en poner fin a los conflictos sociales (ilegalizándolos) y a la división de la clase política en partidos (prohibiéndolos): el Parlamento sería sustituido por una asamblea de tipo corporativo regulada desde el Estado en la que los grupos de intereses económicos encontrarían el ámbito adecuado para su representación». La importancia de las ideas de Rocco radicará en que la ANI en 1923 se integró en el Partido Nacional Fascista, cuyo líder Benito Mussolini acababa de acceder al poder en octubre de 1922, y el fascismo italiano las asumirá en gran medida como propias dando nacimiento al corporativismo fascista.
El éxito del fascismo italiano tuvo una enorme repercusión en la derecha antiliberal europea que adoptó su modelo corporativo o se vio influido por él (se decía que había sido capaz de abolir la «lucha de clases» en Italia). El corporativismo católico tampoco escapó a esta influencia fascista y sus propuestas pasaron a conceder un papel al Estado como árbitro de un nuevo orden social. «Así, entre los autores católicos fue habitual encontrar razonamientos que insistían en que, a pesar de que el “societarismo” era lo ideal, la realidad mostraba que los “prejuicios clasistas” se encontraban tan arraigados que una colaboración corporativa nacida por libre decisión de trabajadores y empresarios resultaba imposible». Un ejemplo puede ser el libro El Estado corporativo (1928) de Eduardo Aunós, ministro católico de la Dictadura de Primo de Rivera. A pesar de todo, en la encíclica Quadragesimo anno de 1931 se criticó el corporativismo fascista por el papel determinante que desempeñaba el Estado.
Así, en el periodo de entreguerras el corporativismo quedó asociado al fascismo en todo Occidente. Por ejemplo, la Carta del Lavoro de la Italia fascista será el modelo del Fuero del Trabajo franquista de 1938 en cuyo punto XIII se dice que «la Organización Sindical se constituye en un orden de sindicatos industriales, agrarios y de servicios, por ramas de actividad a escala territorial y nacional, que comprende a todos los factores de producción. […] Dentro de ellos se constituirán las asociaciones respectivas de empresarios, técnicos y trabajadores».
Sin embargo, en los países democráticos el modelo corporativo no se implantó y pervivió el modelo liberal de relaciones laborales basado en el libre acuerdo entre las partes (patronos y trabajadores), aunque ahora bajo la supervisión del Estado. En cambio, «en aquellos países donde las democracias dejaron paso a dictaduras el proceso de institucionalización de las relaciones laborales se asentó sobre bases distintas: la imposición coercitiva del Estado a las partes».

#### El corporativismo fascista
La construcción del sistema corporativo de la Italia fascista se inició en 1926 (cuatro años después de la llegada al poder de Mussolini). Se abolió entonces la libertad sindical y se constituyeron «sindicatos nacionales» dentro de los cuales se encuadraban en ramas separadas empresarios y trabajadores (cuya integración era forzosa). Al frente de cada «sindicato nacional» estaba un miembro del aparato fascista, en cuya cúspide se encontraba el Ministerio de las Corporaciones. Los principios de la nueva organización corporativa fueron establecidos al año siguiente en la Carta del Lavoro y en 1928 se culminó el proceso con la sustitución del Parlamento por una Cámara corporativa en la que no estarían representados los individuos (el sufragio universal y los partidos políticos habían sido abolidos) sino los «intereses» sociales, económicos y profesionales. En 1938 se reformó la Cámara y se creó la Cámara del Fascio y las Corporaciones.

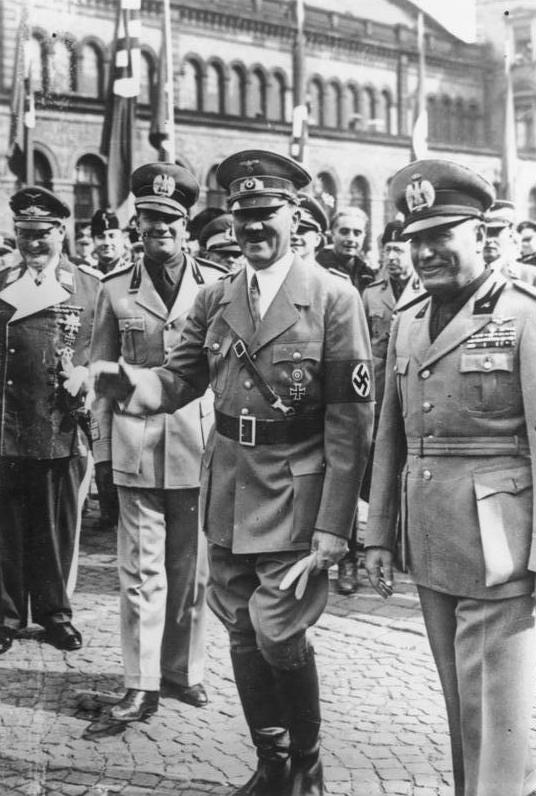
Hitler y Mussolini en Múnich (1938). En segundo plano el conde Ciano y Hermann Göring. La Alemania nazi no siguió el modelo corporativo de la Italia fascista, sino que desarrolló un sistema totalitario en el que el Ministerio de Trabajo imponía los salarios y las condiciones laborales.

La Ley Sindical de 1926 otorgó la representación de los trabajadores en cada corporación al sindicato fascista Confederazione Nazionale dei Sindacati Fascisti, mientras que la representación de los empresarios correspondía a la patronal Confindustria o a alguna de sus organizaciones asociadas. Las corporaciones (una por cada sector económico) se reunían en el Consiglio Nazionale delle Corporazioni, el cual debería marcar las directrices generales de la política económica, aunque la puesta en marcha de las corporaciones habría de esperar a 1934. En cuanto al funcionamiento real del sistema corporativo hay que destacar que los sindicatos fascistas tenían una capacidad de actuación muy limitada pues estaban sujetos a la autoridad del Ministerio de las Corporaciones. Lo mismo sucedía con las organizaciones empresariales, pero estas en la práctica gozaban de mayor autonomía. Respecto de la negociación colectiva, «la idea de un contrato colectivo consensuado entre las partes estuvo lejos de cumplirse. La negociación solía ajustarse a un guión no escrito: la patronal ofrecía unos salarios y condiciones de trabajo muy por debajo de lo esperado por el sindicato; éste presentaba una contraoferta; y, finalmente, el Ministerio de las Corporaciones terminaba pactando un punto medio con la patronal. Posteriormente, los empresarios gozaban de un alto grado de flexibilidad para adaptar lo pactado a los centros de trabajo».
Según Francisco Bernal García, «el corporativismo fascista fue el producto de un pacto entre el régimen fascista y los grandes grupos industriales para la supresión del conflicto social y, al mismo tiempo, para la consecución de unas relaciones laborales estables y predecibles. Para obtener el consentimiento de los industriales, el fascismo hubo de relegar a un segundo plano su componente sindical, el cual despertaba recelos por parte de aquéllos».
La Alemania nazi, a diferencia de la Italia fascista, no adoptó el modelo corporativo (aunque en sus inicios el Partido Nacionalsocialista Obrero Alemán (NSDAP) había utilizado una terminología corporativista), ya que los ideólogos nazis lo consideraban incompatible con su idea del Estado totalitario. De hecho, poco después del ascenso de Adolf Hitler al poder, sectores del partido nazi lanzaron una campaña contra los partidarios de las doctrinas corporativistas, a los que se acusó de defender los intereses «capitalistas» y dificultar así el control «nacionalsocialista» sobre la economía.
Lo que pusieron en marcha los nazis fue un proceso de «coordinación» ―Gleichschaltung― cuya finalidad era ajustar las instituciones sociales y económicas alemanas a los principios políticos del NSDAP, lo que excluía completamente la negociación entre las partes (trabajadores y empresarios). La primera medida fue la supresión de los sindicatos obreros y la creación en su lugar del Frente Alemán del Trabajo ―Deutsche Arbeitsfront (DAF)―, en el que quedarían encuadrados todos los trabajadores. En 1935 se incorporarían al DAF los empresarios, aunque estos conservaron, a diferencia de los trabajadores, sus propias organizaciones de carácter económico. Por otro lado, las funciones del DAF eran bastante limitadas pues se reducían al adoctrinamiento y a la propaganda (su actividad estrella fue Kraft durch Freude ―Fuerza por la Alegría―, a imitación del Dopolavoro italiano, que estaba centrada en la organización de actividades de tiempo libre para los trabajadores). La determinación de los salarios y de las condiciones laborales correspondía al Ministerio de Trabajo y los que velaban por su cumplimiento a nivel local eran funcionarios del mismo ―los Comisarios de Trabajo, Treuhänder der Arbeit―. En las empresas los aspectos de la vida laboral no regulados por el Estado eran competencia de sus dueños con la colaboración del Consejo de Confianza ―Vertrauensrat―, en el cual estaban representados los trabajadores, aunque sus decisiones para poder aplicarse tenían que contar con el beneplácito del empresario. De esta forma, «el sistema de relaciones laborales adoptado por la Alemania nazi se configuró como un modelo de autoritarismo laboral extremo, en el cual el poder omnímodo del Ministerio de Trabajo para dictar la normativa laboral era completado con un alto grado de discrecionalidad por parte de los empresarios».
Sin embargo, las organizaciones empresariales también sufrieron el proceso de «coordinación» a partir de la creación en febrero de 1934 del Consejo de Economía Nacional ―Reichswirtschaftsrat―, en el que tuvieron que integrarse de forma obligatoria, y sobre todo tras la creación en 1936 de la Oficina del Plan Cuatrienal, bajo la dirección de Hermann Göring. La consecuencia fue «la intensificación de la intervención estatal [que] terminó por reducir el control sobre sus propios negocios por parte de los empresarios. A pesar de ello, éstos distaron de verse reducidos a una posición de pérdida de autonomía similar a la de los trabajadores. Muy al contrario, conservaron una amplia representación en los organismos estatales de planificación y la propia Oficina del Plan Cuatrienal desarrolló sus planes en estrecha colaboración con lobbies como IG Farben». «Hitler fue siempre consciente de que la expansión del potencial bélico alemán no podía ser llevada a cabo sin la colaboración activa de los industriales y de que ésta no podría conseguirse si no se ofrecía a los mismos ciertas garantías frente a las tendencias más intervencionistas del nacionalsocialismo».

## El corporativismo en otras culturas y en otros ámbitos
Algunos estudiosos del corporativismo lo definen como un sistema de organización o pensamiento económico y político que considera a la comunidad como un organismo sobre la base de la solidaridad orgánica, la distinción funcional y las funciones sociales entre los individuos. El término corporativismo procede del latín corpus, que significa «cuerpo».
El corporativismo entendido así en sentido amplio estaría relacionado con el concepto sociológico de funcionalismo estructural. La interacción social corporativa es común entre grupos de parentesco tales como las familias, clanes y etnias. Otras especies animales son conocidas por exhibir una fuerte organización social corporativa, como es el caso de los pingüinos. En la ciencia, las células en organismos son reconocidos al involucrar una organización e interacción corporativa. Por otro lado, los puntos de vista corporativistas de comunidad e interacción social son comunes en muchas religiones mundiales principales, tales como el budismo, el cristianismo en ciertas variantes, el confucionismo, el hinduismo y el Islam.
Los modelos corporativistas formales se basan en el contrato de grupos corporativos, tales como afiliación agrícolas, de negocios, étnicas, laborales, militares, científicas o religiosas, en un cuerpo colectivo. Los países que mantienen sistemas corporativistas típicamente utilizan una fuerte intervención estatal para dirigir políticas corporativistas. El corporativismo ha sido utilizado por muchas ideologías del espectro político, incluyendo el absolutismo, conservadurismo, nacionalismo, fascismo, progresismo, reaccionismo, socialdemocracia, socialismo y sindicalismo.
En la ciencia política, se puede utilizar también el término "corporativismo" para describir el proceso por parte de un Estado de dar licencia y reglamentar para incorporar organizaciones sociales, religiosas, económicas o populares en un solo cuerpo colectivo. Así, se puede usar el término "corporativismo" cuando estos Estados cooptan el liderazgo empresarial o circunscriben la capacidad de desafiar la autoridad estatal mediante el establecimiento de organizaciones como la fuente de su legitimidad o gobernando el Estado a través de las corporaciones. Este uso es particularmente común en los estudios sobre Asia del Este y algunas veces también es referido como "corporativismo estatal". Algunos analistas han aplicado el término "neocorporativismo" a ciertas prácticas en los países de Europa occidental, como el Tupo en Finlandia y el sistema Proporz en Austria.

### Corporativismo en las relaciones sociales
El corporativismo basado en el parentesco y centrado en la identificación étnica, por clanes y familias ha sido un fenómeno común en África, Asia y América Latina. Las sociedades confucionistas basadas en grupos, familias y clanes de Asia del Este y el Sudeste Asiático han sido consideradas precursoras del corporativismo moderno. China tiene fuertes elementos de corporativismo de clan en su sociedad que involucran normas legales que norman las relaciones familiares. Las sociedades islámicas a menudo tienen fuertes clanes o tribus que forman la base para una sociedad corporativista basada en la comunidad.

### Corporativismo en las diversas religiones

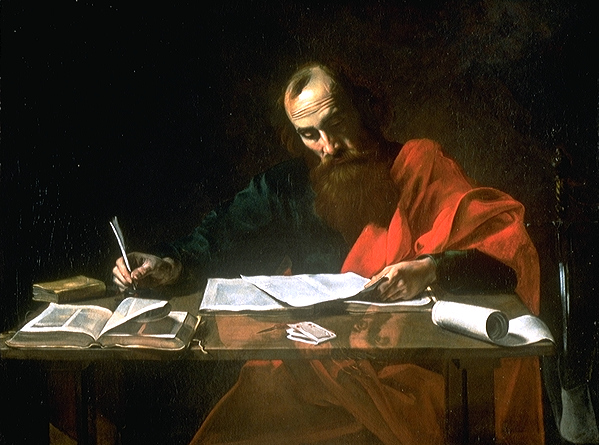
Pintura de Pablo de Tarso.

Los primeros conceptos de corporativismo han sido rastreados hasta las ideas encontradas en la Antigua Grecia, la Antigua Roma y religiones tales como el budismo, cristianismo, confucionismo, hinduismo y el Islam.
El corporativismo cristiano es rastreado hasta el Nuevo Testamento de la Biblia en la Primera epístola a los corintios (12:12-31), donde Pablo de Tarso habla de una forma orgánica de política y sociedad donde todo el pueblo y los componentes están unificados funcionalmente, como el cuerpo humano.
Durante la Edad Media, la Iglesia católica del momento patrocinó la creación de varias instituciones, incluyendo cofradías, monasterios y órdenes religiosas, así como asociaciones militares, especialmente, durante las Cruzadas para establecer una conexión entre estos grupos. En Italia, se crearon varias instituciones y grupos basados en la función, tales como universidades, gremios para artesanos y otras asociaciones profesionales. La creación de los gremios es un aspecto particularmente importante en la historia del corporativismo debido a que involucró la asignación de poder para regular el comercio y los precios, lo que es un aspecto importante de los modelos económicos corporativistas de administración económica y colaboración de clases.
Por su parte, el confucianismo pone un énfasis corporativista en la comunidad, la familia, la armonía y la solidaridad. También en el hinduismo el corporativismo está presente en varios conceptos sociales, tales como el énfasis en la "armonía, consenso y comunidad". La organización en castas en la India ha estado fundada en la organización corporativa. Los temas corporativistas del hinduismo han influenciado la economía y la política de la India, dado que la India es más adversa al pluralismo individualista y a los modelos políticos y económicos de conflictos de clase de Occidente. La sociedad india favorece una forma de pluralismo integral.
El contractualismo islámico ha sido promovido por musulmanes que citan tendencias comunitarias en el Corán. El contractualismo islámico difiere del corporativismo en Occidente en que enfatiza el moralismo comunal más que el formalismo corporativo. El contractualismo islámico también es diferente del corporativismo occidental en que promueve el principio meritocrático de estatus por logros más que estatus por adscripción como en el corporativismo occidental; sin embargo, algunos críticos sostienen que Mahoma enfatizó la confesión y responsabilidad individual sobre el comunalismo. Ibn Jaldún, un célebre académico musulmán que estudió las comunidades corporativas orgánicas, afirmó sobre el tema del poder político que ningún poder podía existir sin identidad y, por su parte, ninguna identidad podía existir sin cohesión.

## Corporativismo por país

### Argentina

Bandera del Nacionalismo Argentino, también utilizada por varios movimientos en apoyo a José Félix Uriburu.

El corporativismo económico fue un elemento clave de la ideología nacionalista católica argentina. La dictadura de José Félix Uriburu intentó implantar un estado corporativo mixto, manteniendo una cámara parlamentaria política y otra de representación corporativa, pero el proyecto fracasó rápidamente tras la asunción del presidente Agustín P. Justo. La política de cercanía con las organizaciones sindicales de Juan Domingo Perón ha sido señalada como corporativista, en línea con su autoproclamada tercera posición. Algunos historiadores han planteado que el corporativismo argentino se prolongó hasta 1945 y no fue abolido hasta el ascenso de Perón. Otros movimientos posteriores como el Movimiento Nacionalista Tacuara se autoproclamarían corporativistas y nacionalsindicalistas como parte integral de su adhesión al falangismo español.

### Chile
Uno de los principales exponentes del corporativismo chileno fue el carlista Osvaldo Lira, en un contexto de rechazo a los partidos políticos y a la democracia liberal. Existe una ideología política similar al corporativismo nacida y desarrollada en Chile, llamada Gremialismo, teorizada por el discípulo de Lira Jaime Guzmán. Más cercana al distributivismo anglosajón, defiende la organización gremial de la producción pero rechaza el poder político de los gremios. El gremialismo es defendido por el Movimiento Gremial de la Universidad Católica de Chile y la Unión Demócrata Independiente, e influyó en la dictadura de Augusto Pinochet por medio del Frente Juvenil de Unidad Nacional.

El punto 9 de la Falange Nacional chilena se proclama corporativista al defender que:
La economía debe ser dirigida. La iniciativa individual debe ser respetada, subordinándola al servicio de la comunidad. La economía se incorpora a la vida del Estado a través de las corporaciones. Propiciamos la corporación de un Consejo Nacional de Economía, como un paso hacia la economía nueva. La organización corporativa permite dar una dirección a la vida económica, evitándose la anarquía individualista y la absorción de todas las actividades por el Estado.

### Corea del Sur
La política económica desarrollista del general Park Chung-Hee en Corea del Sur ha sido definida como corporativista por algunos teóricos. Además de una fuerte política de distribución de la tierra y la urbanización cooperativa de las aldeas por medio del Movimiento Neocomunitario, Park abogó por un «orden cooperativo del bienestar» y desarrolló una política de firme colaboración con empresas nacionales monopólicas por medio del régimen de chaebols. Se ha postulado la posible inspiración confuciana del régimen que lo acercaría a otros regímenes fuertemente corporativizados de la zona como la dinastía Qing. El Estado restringió fuertemente el acceso a bienes suntuarios y la organización sindical por fuera de los parámetros de negociación permitidos gubernamentalmente, construyendo un modelo de negociación mediante sindicatos regularizados
La política llevó a un gran crecimiento económico, alcanzando valores tan altos como 14,6% en 1969 y 14,9% en 1973, con un mínimo de 3,9% en 1962.

### España

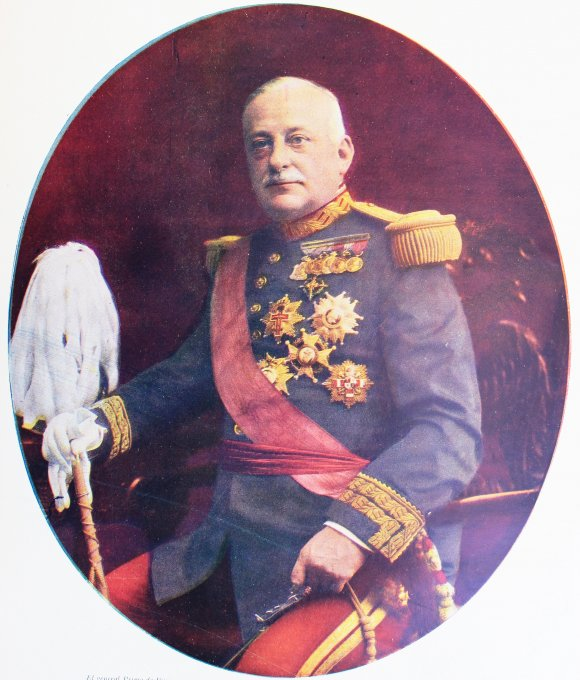
Miguel Primo de Rivera, dictador corporativista español y padre de José Antonio Primo de Rivera, principal exponente del nacionalsindicalismo.

La dictadura de Miguel Primo de Rivera se autodefinió como corporativista y buscó definir el mercado laboral por medio de la Organización Corporativa Nacional, en la que 5 representantes de los trabajadores y 5 de los patrones negociaban con el gobierno las condiciones laborales. La inversión estatal durante el período fue notable: se construyeron 5.000 kilómetros de carreteras y 9.000 de caminos, se fundaron Campsa, Iberia, Telefónica y Construcciones Aeronáuticas, se quintuplicó la fabricación de acero y triplicó la de cemento. Pío Moa afirma que «España creció económicamente más que nunca antes desde la Guerra de Independencia», García de Cortázar definió el período como «de abundancia bíblica» y Stanley Payne lo postuló como «el máximo período de auge de toda la Historia de España», pero la prosperidad se vio rápidamente interrumpida por la Gran Depresión que minó el apoyo al dictador y forzó su dimisión antes de poder institucionalizar el corporativismo en su constitución de 1929.

La FE de las JONS defendió la doctrina nacionalsindicalista durante los tiempos republicanos, similar al corporativismo en su entendimiento de la economía como acuerdos entre confederaciones pero rechazando la división entre propietarios y trabajadores. José Antonio Primo de Rivera rechazaba la posibilidad de «armonizar el capital con el trabajo» planteada por el corporativismo, y defendía la propiedad sindical de los medios de producción. Todos los trabajadores en un contexto nacionalsindicalista puro estarían en igualdad total de condiciones y no habría distinción entre ellos.
Otra de las frases: hay que armonizar el capital con el trabajo. Cuando dicen esto, creen que han adoptado una actitud inteligentísima, humanísima, ante el problema social. Armonizar el capital con el trabajo..., que es como si yo dijera: «Me voy a armonizar con esta silla». El capital –y antes he empleado bastante tiempo en distinguir el capital de la propiedad privada– es un instrumento económico que tiene que servir a la economía total y que no puede ser, por tanto, el instrumento de ventaja y de privilegio de unos pocos que tuvieron la suerte de llegar antes. De manera que cuando decimos que hay que armonizar el capital con el trabajo no decimos–no dicen, porque yo nunca digo esas cosas–que hay que armonizaras a vosotros con vuestros obreros (¿es que vosotros no trabajáis también?; ¿es que vosotros no sois empresarios?; ¿es que no corréis los riesgos?; todo esto forma parte del bando de trabajo). No; cuando se habla de armonizar el capital con el trabajo lo que se intenta es seguir nutriendo una insignificante minoría de privilegiados con el esfuerzo de todos, con el esfuerzo de obreros y patronos...¡Vaya una manera de arreglar la cuestión social y de entender la justicia económica! ¿Y el Estado corporativo? Esta es otra de las cosas. Ahora son todos partidarios del Estado corporativo; les parece que si no son partidarios del Estado corporativo les van a echar en cara que no se han afeitado aquella mañana, por ejemplo. Esto del Estado corporativo es otro buñuelo de viento. Mussolini, que tiene alguna idea de lo que es el Estado corporativo, cuando instaló las veintidós corporaciones, hace unos meses, pronunció un discurso en el que dijo: «Esto no es más que un punto de partida; pero no es un punto de llegada».
El noveno punto de la Falange, de todos modos, planteaba concebir a España «en lo económico, como un gigantesco sindicato de productores. Organizaremos corporativamente a la sociedad española mediante un sistema de sindicatos verticales por ramas de la producción, al servicio de la integridad económica nacional».
Tras la victoria en la Guerra Civil, el Franquismo implantó un régimen de sindicatos verticales proclamado oficialmente nacionalsindicalista e incardinando bajo el nombre de «productores» a todos los agentes económicos de un rubro. Durante el llamado Primer Franquismo se creó la magistratura del trabajo en 1938, que atendió entre 1946 y 1953 más de 60.000 demandas de derechos laborales como el único centro de manifestación obrera permitido. Las corporaciones franquistas debían ser lideradas por miembros de FET y de las JONS y tenían el poder de crear instituciones propias que serían apoyadas por el Estado, entendiéndose como subordinadoras de la propiedad privada al bien común.
El contexto internacional forzó al país a la autarquía y a un período de marcada escasez, que se rompió con la apertura de la economía después del Plan Nacional de Estabilización, iniciando el milagro económico español. Los sindicatos verticales se mantuvieron, pero perdieron buena parte de su influencia.
El movimiento neo-falangista Falange Auténtica ha señalado similitudes entre su postura y la del socialismo autogestionario.

### Grecia

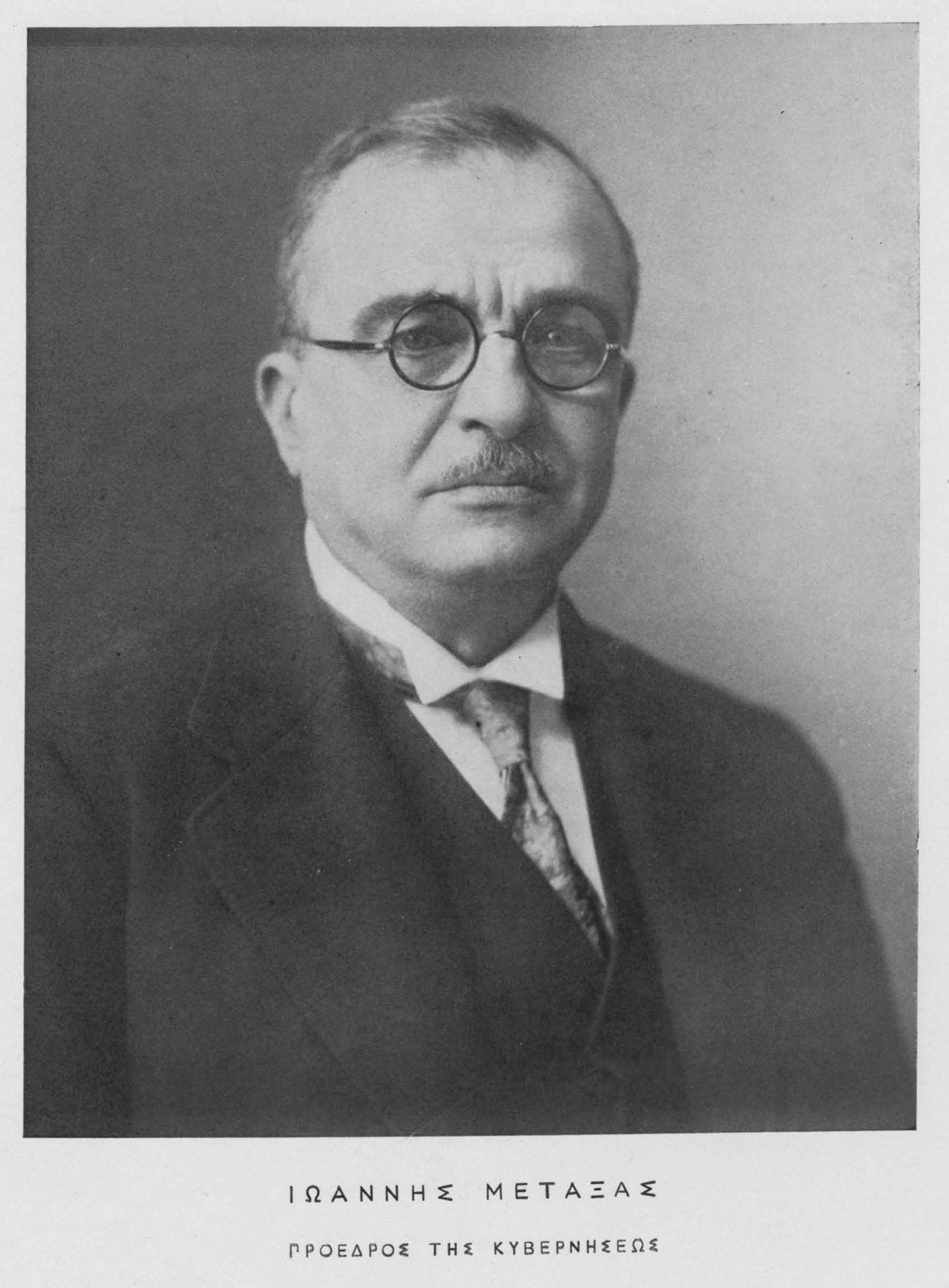
Ioannis Metaxás, primer ministro de Grecia entre 1936 y 1941.

Esta sección es una traducción de la edición inglesa de Wikipedia, 4th of August Regime.
Uno de los principales objetivos del régimen del 4 de agosto fue el repudio del sistema capitalista y su reemplazo por una economía corporativista que promoviera la solidaridad nacional y social. Esta idea «armonizaba perfectamente con las convicciones de Metaxás sobre la solidaridad (...) y su rechazo del individualismo y la lucha de clases». El plan para la creación de un estado corporativo era manifiesto ya en los primeros días del régimen por medio de declaraciones públicas de Metaxas y otras figuras del gobierno.
Para lograrlo, el vice primer ministro y ministro de finanzas Konstantinos Zavitsianos «publicó detalles sobre una organización sindical horizontal (de acuerdo a las ramas de la producción), y no vertical (de acuerdo a la clase social)» del Estado. Sin embargo, por causa de la crisis externa contra Italia, el plan debió ser pospuesto temporalmente y su resultado no se materializó del todo.
El gobierno de Metaxas, muy impopular inicialmente, ganó apoyo por un amplio programa social sobre la economía griega que incluía:
- Seguro de desempleo.
- Licencia maternal.
- Jornada laboral de 40 horas semanales.
- Dos semanas de vacaciones pagas (o una paga doble que las sustituyera).
- Mayores estándares de seguridad laboral.

Muchos elementos de este programa persisten en la Grecia actual. El Metaxismo fundó el Centro de Trabajadores (Εργατικό Κέντρο), establecido para asegurar la vivienda y recreación de los trabajadores, entre otros derechos sociales.
El régimen logró estabilizar la dracma inicialmente, que había sufrido una fuerte inflación. Para explotar la nueva solidez de la moneda, el gobierno de Metaxas se embarcó en grandes planes de obras públicas (como el Aeropuerto Internacional de Ellinikon), incluyendo el drenaje de tierras, la construcción de ferrocarriles, la mejora de los caminos, y la modernización de la infraestructura de telecomunicaciones.
El programa económico metaxista encontró un éxito inicial, con un marcado ascenso del PIB per cápita y un descenso temporal del desempleo entre 1936 y 1938 (luego de lo cual se disparó). Capitalizando esta victoria, el gobierno instituró el relevamiento de deuda para los campesinos e instaló precios mínimos a algunos productos agrícolas para redistribuir la riqueza hacia el interior.

### Italia
Parte de esta sección es una traducción de la edición inglesa de Wikipedia, Economy of Fascist Italy.

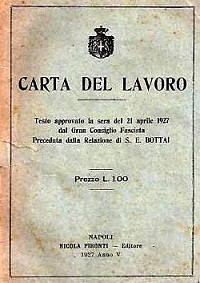
Tapa de la Carta del Lavoro italiana, inspiración de varias leyes corporativistas del resto del mundo.

El fascismo italiano, originalmente liberal en materia económica, se definió como corporativista en su intento de lograr el ideal del Estado totalitario defendido por Mussolini. El dictador declararía en 1933 que «el modo capitalista de producción está superado, y con él lo está la teoría del liberalismo económico que fue su ilustración y su apología» y que «ya no queda campo económico en el que el Estado no tenga que intervenir». En 1927 se aprobó la Carta del Lavoro y en 1930 se creó el Consejo Nacional de Corporaciones. 
Italia poseía 22 corporaciones según el rubro, que se veían regidas por una Magistratura del Trabajo. La Organización Sindical estaba compuesta de 9 Confederaciones Nacionales, que a su vez eran integradas por las Federaciones Nacionales de sindicatos locales. La economía se dividía en 5 categorías (agricultura, comercio, industria, crédito y seguros, artes y profesiones libres). El gobierno promovió las cooperativas bajo el Ente Nacional de la Cooperación.
El aparato económico estaba compuesto por las siguientes corporaciones:
| - Corporación de los cereales - Corporación de la horto-floro-fruticultura - Corporación vitivinícola - Corporación del aceite - Corporación de la remolacha y del azúcar - Corporación de la zootecnia y de la pesca - Corporación de la madera - Corporación de los productos textiles - Corporación de construcciones edilicias - Corporación de la metalurgia y de la mecánica - Corporación del vestido | - Corporación del vidrio y de la cerámica - Corporación de la química - Corporación del papel y de la imprenta - Corporación de la industria - Corporación del agua, gas y electricidad - Corporación de las profesiones y artes - Corporación de las comunicaciones interiores - Corporación del mar y del aire - Corporación del hospedaje - Corporación de la previsión y del crédito - Corporación del espectáculo |

El Estado italiano lanzó «cuatro batallas» de intervención en la economía: 
- La Batalla de la Lira, centrada en fijar el precio de la moneda a 90 por Libra esterlina.
- La Batalla del trigo, para favorecer la producción agraria de granos.
- La Batalla de la tierra, para mejorar los terrenos y recuperar más de 80.000 hectáreas infértiles.
- La Batalla de los nacimientos, para promover la natalidad.

La transición corporativa se dio en el contexto de la Gran Depresión. El gran impacto de la crisis en Italia comenzó a sentirse a partir de 1931. Las industrias próximas a la quiebra eran normalmente compradas por los bancos a precios irrisorios al ser incapaces de pagar sus deudas. Esto derivó en una crisis financiera que tuvo su ápice en 1932. Tras la bancarrota del Kredit Anstalt austríaco en mayo de 1931 varios bancos italianos quebraron al hilo, entre ellos el Banco di Milano, el Credito Italiano y el Banco Comercial. Para salvarlos, el Estado italiano creó una serie de instituciones de capitalización con fondos públicos, como el Sofindit, que compraron todos los fondos y acciones industriales perdidos por el Banco Comercial y otros establecimientos. En noviembre de 1931 se creó el Istituto Mobiliare Italiano (IMI) para llevar adelante el salvataje financiero de la industria privada.
Posteriormente se creó el Instituto para la Reconstrucción Industrial (IRI) en enero de 1933 para tomar control de las compañías bajo propiedad de los bancos, súbitamente colocando a Italia como el país de Europa con el mayor sector industrial situado bajo la tutela del Estado. A fines de 1933  se llevó adelante el salvataje de la Sociedad Hidroeléctrica del Piamonte y en setiembre del año siguiente se reconstruyó el trust de Ansaldo bajo control del IRI. A pesar del control dirigista de las empresas, el Estado fascista no colectivizó ninguna compañía sino que mantuvo su autonomía bajo dirección gubernamental.
Poco después de la creación del IRI Mussolini proclamó ante los diputados que: «Tres cuartos de la economía italiana, industrial y agrícola, está en manos del Estado». Mientras Italia continuaba su nacionalización económica, el IRI «se volvió dueño no solo de los 3 bancos más importantes de Italia, que eran claramente too big to fail, sino también con la gran mayoría de acciones de la industria italiana».
Para 1939, la Italia fascista había llegado a la mayor proporción de propiedad estatal sobre la economía del mundo, solo detrás de la Unión Soviética, con el Estado «controlando más de cuatro quintos del transporte y la construcción de barcos, tres cuartos de la producción de hierro y casi la mitad de la de acero». El IRI tuvo un marcado éxito en su tarea de reestructuración, modernización y racionalización de la economía y fue un factor significativo de la economía de la posguerra, jugando un rol clave en el milagro económico italiano al no ser disuelto con la democratización.

### Portugal

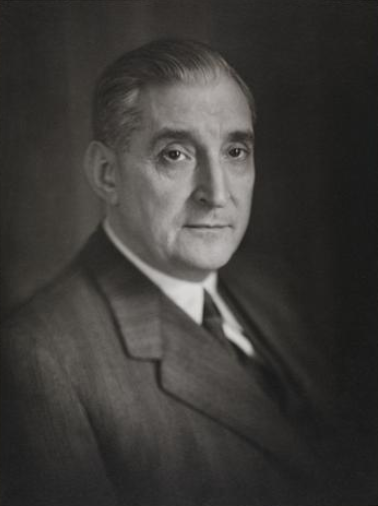
António de Oliveira Salazar, dictador portugués y líder del Estado Novo.

Uno de los ejemplos más extensos de corporativismo puede verse en el gobierno del profesor António de Oliveira Salazar en Portugal, antiguo ministro de finanzas. Salazar gobernó entre 1932 y 1968 como primer ministro del país y llevó a cabo una política basada en el corporativismo medieval, la doctrina social de la Iglesia y el tradicionalismo. El sistema era mixto, con una Cámara Corporativa y una Asamblea Nacional.
Salazar tuvo como uno de sus principales objetivos la estabilización de la moneda y la recuperación del crédito internacional luego del inestable régimen de la Primera República. Su gobierno logró mantener un superávit presupuestario y fiscal casi total hasta principios de la década de 1960, lo que le permitió la realización de grandes inversiones públicas sin caer en la inflación ni el crédito externo. Durante su gobierno se construyeron los aeropuertos de Lisboa, Oporto y Madeira, se levantaron decenas de represas y se reconstruyó el sistema de carreteras interno, además de crear los llamados Barrios Sociales para los trabajadores y un sistema de ayuda social mutual para el sector primario en las Casas del Pueblo y Casas de Pescadores, que perduran hasta hoy como asociaciones sociales y culturales.
El traslado de las fábricas, la apertura de nuevas industrias o la reinversión en maquinaria que sustituyera mano de obra requerían la petición de un condicionamento de aprobación estatal. Salazar mantuvo políticas altamente proteccionistas y autoritarias, al punto de impedir totalmente la comercialización de Coca Cola hasta el final de su gobierno bajo el pretexto de crear dependencia y ser peligrosa para la salud.
A partir de los '60 varios grupos industriales comenzaron a presionar para una mayor apertura de la economía y una promoción de la inversión extranjera. Portugal se integró como miembro fundador de la EFTA, se unió al Banco Mundial, al FMI y al GATT, y comenzó a orientar su economía hacia las exportaciones con un plan de crecimiento para 6 años. Entre 1960 y 1970 la industria creció en un 9% anual, el consumo privado en un 6,5% y la formación bruta de capital fijo un 7,8%. Desde 1950 hasta la muerte del dictador el país creció a un 5,7% anual.

### Uruguay
El principal ejemplo de corporativismo en Uruguay se dio bajo Gabriel Terra con el nombre de «solidarismo» o «socialismo patriótico». Terra promovió el cooperativismo y la creación de la Cooperativa Nacional de Productores de Leche, que funciona bajo un régimen de tipo corporativo negociando precios y condiciones con el Estado bajo la figura jurídica de persona pública no estatal. Los tamberos uruguayos pueden ingresar a la cooperativa junto con sus trabajadores de ser aprobados por esta y el Ministerio competente. Conaprole fue la mayor exportadora uruguaya en 2020, ingresando 463,5 millones de dólares en ventas acumuladas. Uruguay también posee un régimen de negociación colectiva en los llamados Consejos de Salarios, en los que se acuerda tripartitamente la retribución a los trabajadores de los distintos rubros.

### Corporativismo católico
- Rerum Novarum: encyclical of Pope Leo XIII on capital and labor
- Quadragesimo Anno: encyclical of Pope Pius XI on reconstruction of the social order

### Corporativismo italiano
- Existe un ensayo sobre "La doctrina del Fascismo" acreditado a Benito Mussolini que apareció en la edición de 1932 de la Enciclopedia Italiana. Extractos de él pueden ser leídos en La doctrina del fascismo
- Realino Marra, Aspetti dell’esperienza corporativa nel periodo fascista, "Annali della Facoltà di Giurisprudenza di Genova", XXIV-1.2, 1991-92, pp. 366-79.

### Neocorporativismo
- Katzenstein, Peter (1985). Small States in World Markets: industrial policy in Europe. Ithaca: Cornell University Press. ISBN 978-0-8014-9326-3.
- Olson, Mancur (1965). The Logic of Collective Action : Public Goods and the Theory of Groups. Harvard University Press. ISBN 978-0-674-53751-4.
- Schmitter, P. C. y Lehmbruch, G. eds. (1979). Trends toward Corporatist Intermediation. Londres. ISBN 978-0-8039-9837-7.
- Rodrigues, Lucia Lima (2003). "Corporatism, liberalism and the accounting profession in Portugal since 1755 Archivado el 20 de febrero de 2006 en Wayback Machine.." Journal of Accounting Historians.

### Corporativismo fascista
- Baker, David (2006). The political economy of fascism: Myth or reality, or myth and reality?, New Political Economy, 11 (2): 227 – 250.